# کیچیجوجی-دائیاگای

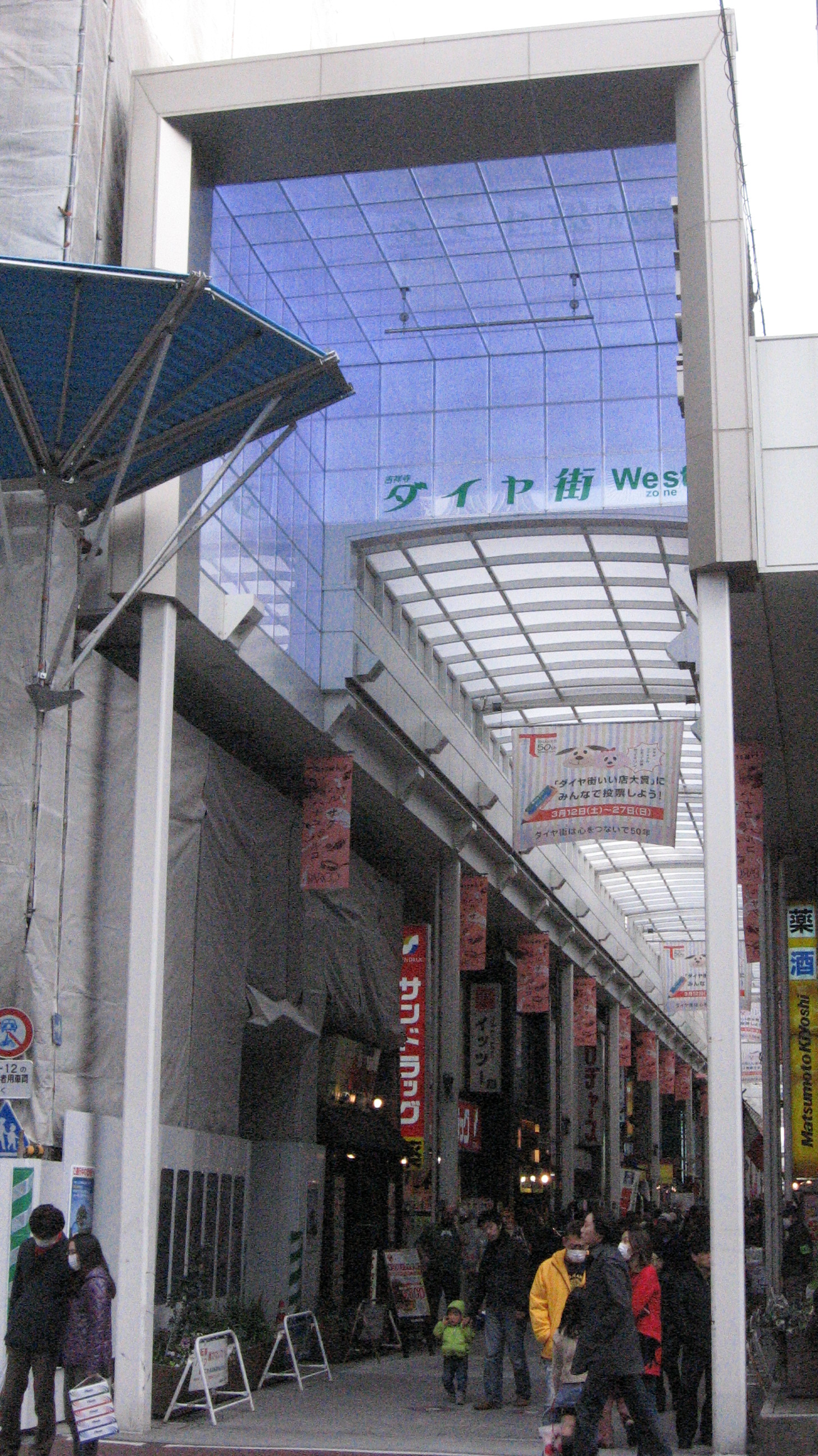
منطقه غربی کیچیجوجی-دائیاگای

کیچیجوجی-دائیاگای (به ژاپنی: 吉祥寺ダイヤ街 Kichijoji-Diagai) بازار و مرکز خریدی است که در کیچیجوجی، در منطقهٔ موساشینوی توکیو پایتخت ژاپن واقع شده‌است. سقف این بازار به شکل تاق قوسی است و در سال ۲۰۰۹ میلادی ساخته و تکمیل شده‌است. این مرکز خرید به شکل T است و دارای سه در ورودی و منطقهٔ شرقی، غربی و جنوبی می‌باشد. این سه منطقه مجموعاً ۲۵۴ متر درازا دارند. ایستگاه قطار جی آر کیچیجوجی در منطقهٔ شرقی آن قرار دارد.

## دسترسی به ایستگاه کیچیجوجی
- جی آر، خط چوئو-هونسن
- شرکت راه‌آهن کیئو، خط اینوکاشیرا

## نگارخانه

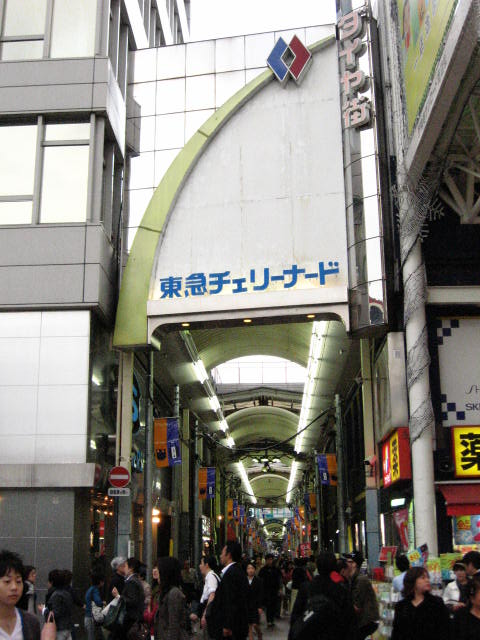
کیچیجوجی-دائیاگای
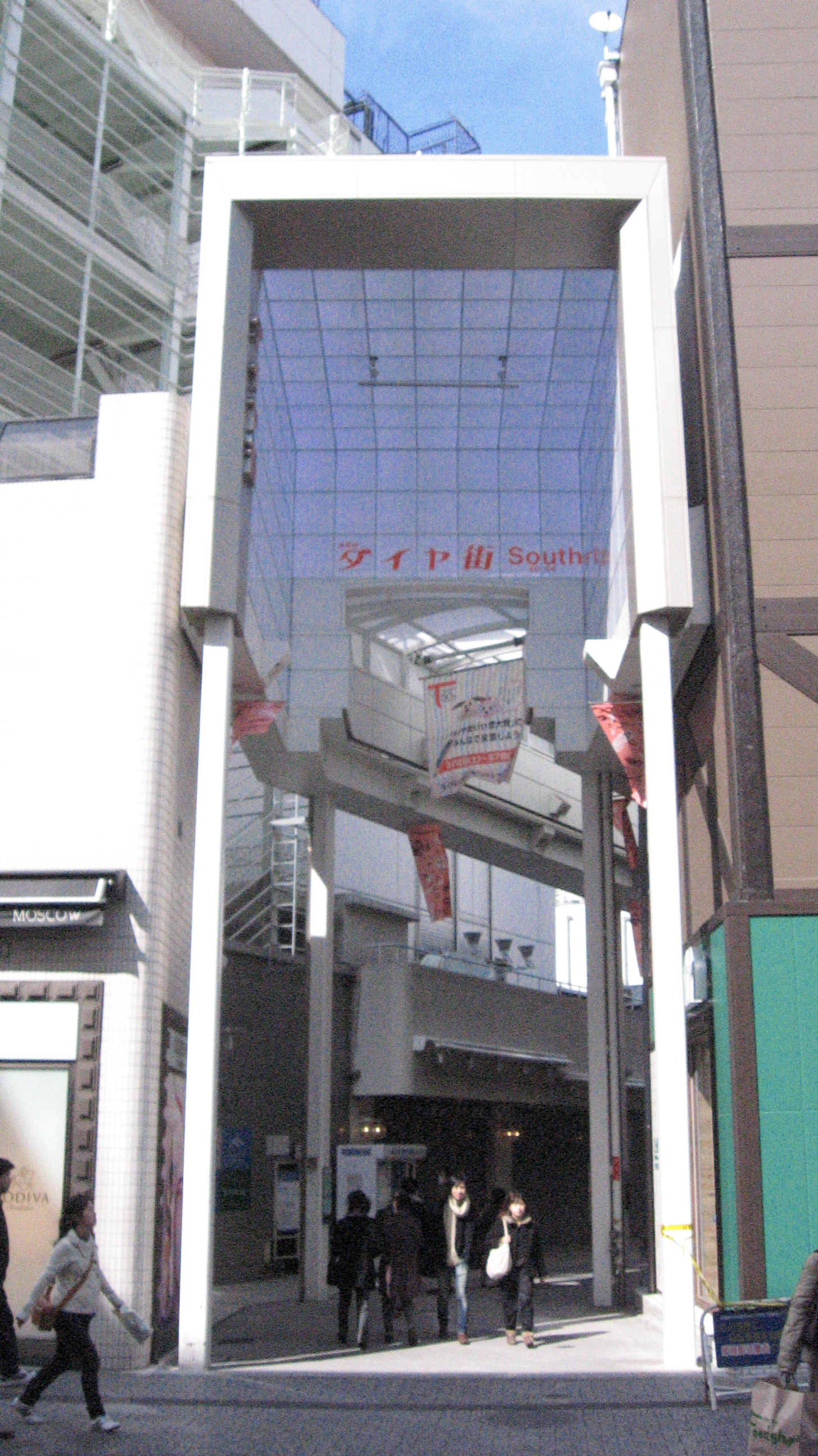
منطقه جنوبی